# Basidioradulum
Basidioradulum — рід грибів родини Schizoporaceae. Назва вперше опублікована 1967 року.

## Класифікація
До роду Basidioradulum відносять 11 видів:
- Basidioradulum alienum
- Basidioradulum anthracophilum
- Basidioradulum casearium
- Basidioradulum crustosum
- Basidioradulum evolvens
- Basidioradulum molare
- Basidioradulum pallidum
- Basidioradulum quercinum
- Basidioradulum radula
- Basidioradulum syringae
- Basidioradulum tuberculatum